# 가노 미치히사
가노 미치히사(일본어: 狩野 倫久, 1976년 7월 6일 ~ )는 일본의 축구 선수, 지도자이다.

## 지도자 경력
2021년 일본 여자 U-17 축구 국가대표팀의 감독으로 부임하여 2022년 FIFA U-17 여자 월드컵에 출전했다.
2023년 일본 여자 U-20 축구 국가대표팀의 감독으로 부임.
2023년 9월 아시안 게임에 참가할 일본 국가대표 B팀의 감독을 맡으며, 금메달 획득.
2024년 FIFA U-20 여자 월드컵에도 출전, 준우승.